# Michel Marc Bouchard
Pour les articles homonymes, voir Bouchard.
Ne pas confondre avec l'auteur québécois Michel Bouchard.
 (février 2023).
Michel Marc Bouchard, né le 2 février 1958 à Saint-Cœur-de-Marie au Québec, est un dramaturge et scénariste québécois dont les œuvres les plus marquantes sont à forte thématique gai.

## Biographie
Né à Saint-Cœur-de-Marie (maintenant Alma) au Saguenay-Lac-Saint-Jean en 1958, Michel Marc Bouchard écrit et monte ses premiers textes de théâtre au Cégep de Matane pendant ses études en tourisme. Par la suite, il s'inscrit à la faculté de théâtre de l'Université d'Ottawa.
Bachelier en théâtre à l'Université d'Ottawa, il commence l'écriture dramatique en 1983. Son répertoire compte actuellement plus de 25 pièces, dont Les Muses orphelines (1988), L’Histoire de l’oie (1989), Le Chemin des Passes-dangereuses (1998, 1998), Tom à la ferme (2011), Christine, la reine-garçon (2013), La Divine illusion (2016), La Nuit où Laurier Gaudreault s'est réveillé (2019) , Embrasse (2021) et surtout Les Feluettes ou La répétition d'un drame romantique (1987).
Depuis 2006, il est chargé de cours en écriture à l’École nationale de théâtre du Canada et a enseigné depuis à l’ensemble des finissants en dramaturgie. Il a également donné des classes de maître au Teatro Argot de Rome et à la Sala Beckett de Barcelone.
Il a été président du conseil d’administration du Centre des Auteurs dramatiques (CEAD) en 1993.
En 2005, il est reçu officier de l'Ordre du Canada, puis chevalier de l'Ordre national du Québec en 2012, membre de l'Académie des lettres du Québec depuis 2015 et lauréat du prestigieux prix Athanase-David en 2021.
Il est ouvertement homosexuel.

## Le parcours de son théâtre
Diverses productions de ses pièces ont été distinguées. Les Feluettes a remporté plusieurs prixde l’Association québécoise des critiques pour la coproduction du Théâtre Petit à Petit et du CNA (1986), plusieurs Dora Mavor Moore Awards pour la production du Passe Muraille Théâtre de Toronto (1992) et plusieurs Jessie Richardson Awards pour la coproduction du Arts Club, Pink Ink et Touchstone de Vancouver, 1994 et cinq Masques de l’Académie du théâtre québécois en 2003 pour la production de l’Espace Go.
L’Histoire de l’oie, production des Deux Mondes, est honorée par une dizaine de prix depuis sa création (1991), dont trois prix à la Soirée des Masques de l’Académie québécoise du théâtre, en 1998, notamment celui de la meilleure production jeunesse. La production de cette même pièce par le Karoussel de Berlin a été choisie pour représenter l’Allemagne au Festival International de l’Enfance et de la Jeunesse de Norvège. La pièce est traduite en espagnol.
Les festivals internationaux, tels ceux des Francophonies de Limoges, le Ritej de Lyon, le Festival d'Avignon, le LIFT de Londres, le Mayfest de Glasgow, le Gran Ciudad de Mexico, l’Intercity de Florence, le Theater Der Welt de Munich, le Carrefour de Québec, les Francophonies Théâtrales de Bruxelles, le Hong Kong Arts Festival, le Shaw Festival de Niagara-on-the-lake et le Bam de New-York, le Teatro del Elfo (Milan) et le Nuovo Teatro Nuovo (Naples) ont mis ses œuvres à l’affiche.
La pièce Les Feluettes est traduite en italien, en espagnol et en anglais. L’adaptation cinématographique des Feluettes (1996), scénarisée par l’auteur, produite par Triptych Media (Toronto) et GalaFilm (Montréal) et réalisée par John Greyson a reçu le prix Fedex et la bourse Téléfilm Canada lors de la tenue du Festival des Films du Monde de Montréal, la Salamandre d’Or au Festival de Blois (France), le Grand prix du jury au Outfest Film Festival de Los Angeles (États-Unis), le prix du public au Lesbian and Gay Festival de San Francisco (États-Unis), le prix du meilleur film au Reel Affirmation Festival de Washington (États-Unis) et le prix du public au Festival du film de Oslo (Norvège) et de Mexico en 2000. La pièce Les Feluettes a également été adaptée par l'Opéra de Montréal en 2016. De plus, l’Académie canadienne du cinéma et de la télévision a accordé quatre prix Génie à ce film dont celui du meilleur long métrage produit au Canada en 1996. L’adaptation télévisuelle de L’Histoire de l'oie /The Tale Of Teeka (1998), scénarisée par l’auteur, réalisée par Tim Southam, produite par GalaFilm (Montréal), diffusée par la SRC et la CBC, a reçu le International Banff Rockie Award for Best Children’s Program, le prix Téléfilm Canada et l’Académie canadienne du cinéma et de la télévision a accordé trois prix Gémeaux à ce téléfilm dont celui de la meilleure émission jeunesse produit en français au Canada en 1996. Cette production fut en compétition officielle au Festival International des producteurs de l’audiovisuel 1999 à Biarritz (France).
L’adaptation de sa pièce Tom à la ferme réalisée par Xavier Dolan en 2013 et scénarisée avec l’auteur a reçu plusieurs prix dont celui de la critique internationale (FRESCI) à la Mostra de Venise en 2013.
présenté en 2015.
Sa pièce Tom à la ferme a reçu en 2011 le prix de la dramaturgie francophone de la SACD (Paris) l’American Lambda Literary Award 2014 for Best Play et The Best Canadian play 2015 par le Cercle des Critiques de Toronto.

## Œuvres
En traduction anglaise, ses œuvres sont publiées chez Scirocco Drama, Playwright Union Press et Talonbooks; en espagnol chez Milagro (Mexico) et chez Punto de vista editores (Espagne); en italien chez Ubulibri (Milan), en allemand chez IM Verlag der Autoren et en japonais chez Sairyuusha.
Il a écrit les textes et scénarios pour CITÉ MÉMOIRE  avec Michel Lemieux et Victor Pilon. Parcours multimédia en hommage à la ville de Montréal.

### Théâtre
- 1976 : Angélus
- 1976 : Dans les bras de Morphée Tanguay
- 1980 : Les Porteurs d’eau
- 1983 : Rock pour un faux bourdon
- 1983 : La Contre-nature de Chrysippe Tanguay, écologiste
- 1984 : La Poupée de Pélopia
- 1984 et 1986 : La Visite ou Surtout, sentez-vous pas obligés de venir!
- 1987 : Les Feluettes ou La répétition d'un drame romantique
- 1988 : Les Muses orphelines
- 1989 : L'Histoire de l’oie
- 1991 : Les Grandes Chaleurs
- 1992 : Les Papillons de nuit (Night Butterflies)
- 1994 : Le Voyage du couronnement
- 1995 : Le Désir
- 1997 : Pierre et Marie... et le démon
- 1998 : Le Chemin des Passes-dangereuses
- 2000 : Sous le regard des mouches
- 2003 : Les Manuscrits du déluge
- 2004 : Le Peintre des madones
- 2007 : Des yeux de verre
- 2011 : Tom à la ferme
- 2013 : Christine, la reine-garçon
- 2015 : La Divine Illusion
- 2019 : La Nuit où Laurier Gaudreault s'est réveillé
- 2021 : Embrasse
- 2025 : Une fête d’enfants

### Filmographie[32]
- 1996 : Les Feluettes (Lilies), scénario de Michel Marc Bouchard, adapté au cinéma par John Greyson.
- 1998 : L’Histoire de l’oie, scénario de Michel Marc Bouchard, adapté pour la télé Tim Southam (The Tale of Teeka).
- 2000 : Les Muses orphelines, scénario de Gilles Desjardins, adapté au cinéma par Robert Favreau.
- 2009 : Les Grandes Chaleurs, scénario de Michel Marc Bouchard, adapté au cinéma par Sophie Lorain.
- 2013 : Tom à la ferme, scénario de Michel Marc Bouchard et Xavier Dolan, adapté au cinéma par Xavier Dolan.
- 2014 : The Girl King, scénario de Michel Marc Bouchard, réalisation de Mika Kaurismäki.
- 2022 : La Nuit où Laurier Gaudreault s'est réveillé, scénario et réalisation de Xavier Dolan.

### Opéras[33]
- 2016 : Les Feluettes, livret de Michel Marc Bouchard, musique de  Kevin March.
- 2022 : La Beauté du monde, livret de Michel Marc Bouchard, musique de  Julien Bilodeau.
- 2024 : La Reine-garçon, livret de Michel Marc Bouchard, musique de  Julien Bilodeau.

## Distinctions[34]
- 1985: Finaliste aux Prix littéraires du gouverneur général du Canada - La Poupée de Pélopia[35]
- 1988 : Prix littéraires du Journal de Montréal, théâtre - Les Feluettes[36]
- 1989: Finaliste aux Prix littéraires du gouverneur général du Canada - Les Muses orphelines[35]
- 1990 : Prix littéraires du Journal de Montréal, théâtre - Les Muses orphelines[36]
- 1991 : Dora Mavor Moore Award - meilleure pièce - Lilies (Les Feluettes)
- 1991: Finaliste aux Prix littéraires du gouverneur général du Canada - L'Histoire de l'oie[35]
- 1992 : Chalmer's Award - Lilies [37]
- 1992 : Prix de l'Association québécoise des critiques de théâtre - L'Histoire de l'oie[38]
- 1993 : Prix du Centre national des arts du Canada - L'Histoire de l'oie [39]
- 1996 : Prix Génie, meilleur film canadien - Lilies[40]
- 1999 : Chalmer's Award - The orphans Muses[37]
- 2000 : Betty Mitchell Award - Lilies
- 2002 : Prix Primo Arte Candoni (Italie) Le peintre des madones[41]
- 2005 : Officier de l'Ordre du Canada[42]
- 2007 : Meilleur auteur dramatique - Prix de la Banque Laurentienne - Des Yeux de verre[43]
- 2010 : Grand prix pour sa contribution exceptionnelle - Centre de recherche en civilisation canadienne-française[44]
- 2011 : Prix de la dramaturgie francophone de la SACD, Paris - Tom à la ferme[45]
- 2011: Finaliste au Prix Michel-Tremblay - Centre des auteurs dramatiques  - Tom à la ferme[46]
- 2012 : Chevalier de l'Ordre national du Québec[47]
- 2013 : Prix de la critique Fresci - Mostra de Venise  - Tom à la ferme[28]
- 2013: Finaliste aux Prix littéraires du gouverneur général du Canada - Christine, la reine-garçon.[35]
- 2013: Finaliste au Prix Michel-Tremblay - Centre des auteurs dramatiques  - Christine, la reine-garçon
- 2014 : Prix Gascon-Thomas pour sa contribution exceptionnelle à l'épanouissement du théâtre au Canada[48]
- 2014 : Prix Laurent-McCutcheon pour souligner sa lutte contre l'homophobie[49]
- 2014 : Best drama - American Lambda Literary Awards (New York) - Tom at the farm[50]
- 2014 : Membre de l'Ordre du Bleuet[51]
- 2015 : Membre de l'Académie des lettres du Québec[52]
- 2016: Finaliste aux Prix littéraires du gouverneur général du Canada - La Divine Illusion[35]
- 2016: Finaliste au Prix Michel-Tremblay - Centre des auteurs dramatiques - La Divine illusion[53]
- 2016 : Best Canadian New Play, Cercle des critiques de théâtre de Toronto - Tom at the farm
- 2016 : Entrée au Dictionnaire Larousse[52]
- 2019 : Compagnon de l'Ordre des arts et des lettres du Québec[54]
- 2020 : Prix du Salon du livre du Saguenay-Lac Saint-Jean (Théâtre) La Nuit où Laurier Gaudreault s'est réveillé[55]
- 2021 : Prix Athanase-David[56]
- 2023 : Prix du Gouverneur général pour les arts du spectacle[57]
- 2023: Prix Violet - Festival international de littérature Métropolis Bleu[58]